# Ратуша Блумфонтейна
Ратуша Блумфонтейна (африк. Stadhuis van Bloemfontein or Bloemfontein-stadsaal) — здание в Блумфонтейне, в котором находится местный городской совет. Здание было построено в 1936 году и сожжено вандалами в 2017 году. Здание находится на улице Президента Брэнда рядом с Верховным апелляционным судом Южной Африки и выходит окнами на площадь Герцога.

## Строительство
Здание построено из песчаника по проекту Гордона Лейта. В ратуше есть большая комната, зал заседаний совета, расположенный за восточным входом. Въезд на улицу Президента Брэнда спроектирован симметрично с двумя башнями. Полуколонны придают восточному фасаду элементы неоклассицизма. Над симметричным входом висят таблички, указывающие на Stadhuis и City Hall. Над ними висит бывший городской герб .
В 1980-е годы рядом со зданием были открыты новые муниципальные учреждения. Даже после изменений в муниципальном правительстве в 2000 году и его реклассификации в 2011 году местное самоуправление продолжало использовать ратушу.

## Разрушение
21 июня 2017 года вандалы подожгли здание. Пожар был устроен во время акции протеста Южноафриканского профсоюза муниципальных рабочих, которая прошла у здания ранее в течение дня. Муниципальный архив в здании погиб в огне. 